# 鲁比马尔号

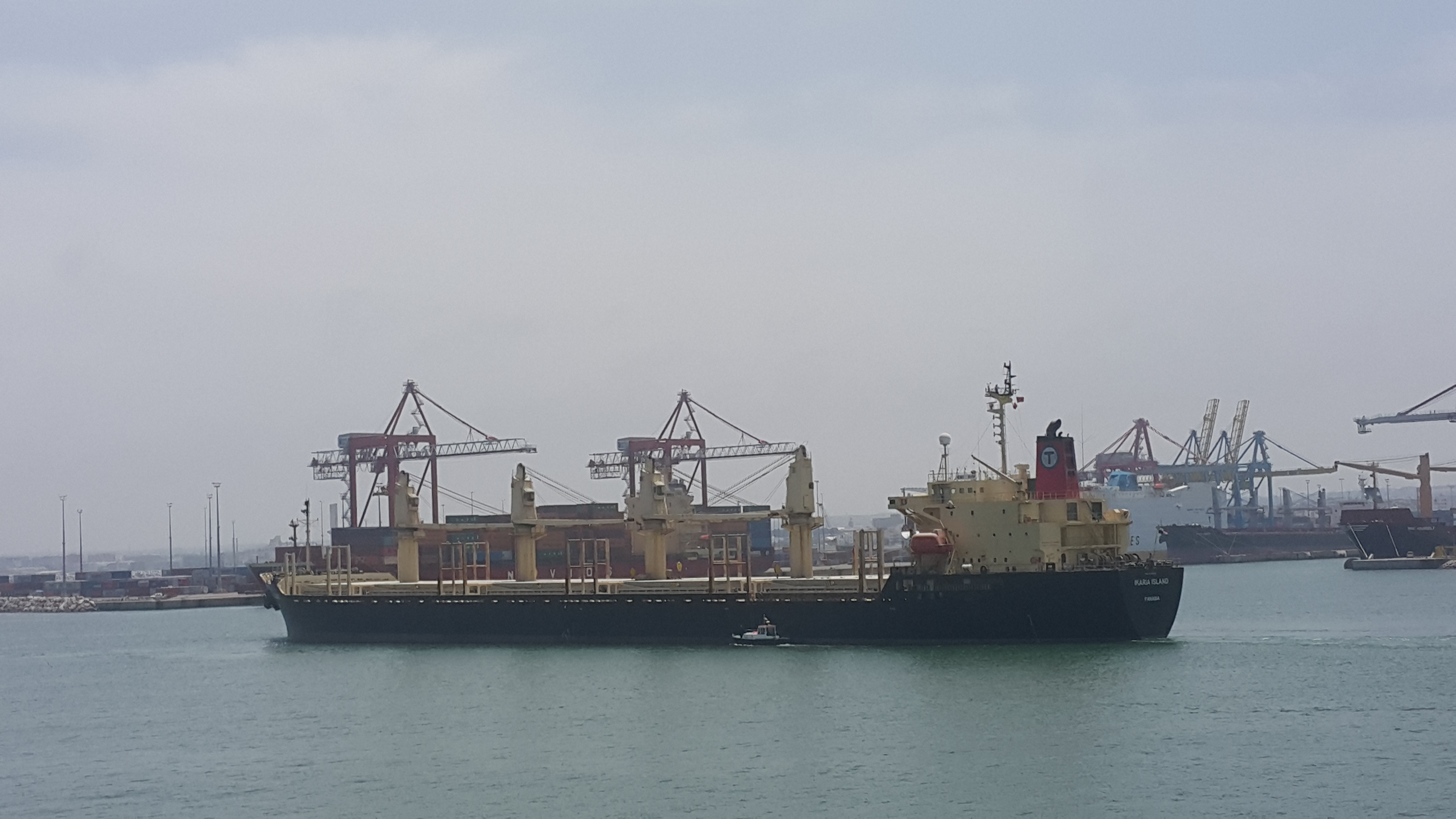
2020年该船

鲁比马尔号（英語：MV Rubymar）是一艘英国所有、悬挂伯利兹国旗的灵便型散装货船，于1997年完工。在更名为鲁比马尔之前，该船曾以剑心号（1997年）、查塔姆岛号（2009年）和伊卡里亚岛号（2020年）的名称航行。2024年2月18日，在红海危机中，该船在运载化肥时被胡塞武装的反舰导弹击中。在漂流了数周之后，该船于3月2日因袭击沉没，成为危机期间因胡塞武装袭击而损失的第一艘船只。

## 历史
该船于1997年由日本神户尾道船坞建造。1997年它被称为剑心（Ken Shin）号，2009年被称为查塔姆岛号，2020年被称为伊卡里亚岛号，之后更名为鲁比马尔号。2022年，它参加了黑海谷物倡议，在俄罗斯入侵乌克兰期间将35000吨小麦从乌克兰运往埃及。

### 红海袭击

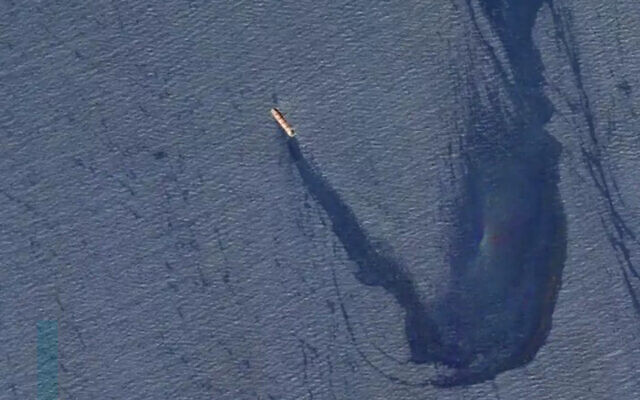
被袭击后Rubymar的燃油泄漏

2024年2月，鲁比马尔号从红海过境，将一批化肥从阿拉伯联合酋长国运往保加利亚。美国中央司令部宣布，2月18日，胡塞武装向该舰发射了两枚反舰导弹，其中一枚击中该舰并造成严重损坏。一艘悬挂新加坡国旗的 "Lobivia "号集装箱船和一艘 "繁荣卫士行动 "战舰对事件作出了反应。Lobivia 号撤离了鲁比马尔号上的所有24名船员，并将他们安全送往吉布提。
袭击发生后，该船被遗弃在曼德海峡附近，但并未完全沉没。它开始向北漂移，到2月26日，在不受指挥的情况下，已经移动了70多公里（43英里）。在导弹袭击之后，出现了长达29公里（18英里）的浮油，持续的石油泄漏造成了环境灾难的后果。此外，据预测，装载的化肥可能会导致船只附近沿海地区藻类大量繁殖，从而造成进一步的损害。
在袭击发生后的几周内，打捞拖船行动因政治原因而受阻。虽然美国海军表示愿意帮助拖拽鲁比马尔号，但距离最近的吉布提港拒绝接受该船，因为船上装载的化肥有爆炸的危险。胡塞武装领导人穆罕默德·胡塞表示，只有向加沙提供人道主义援助，该组织才会允许拖船。到2月28日，该船仍处于漂泊状态中，等待被拖进港口，可能是在沙特阿拉伯或也门。

### 沉没

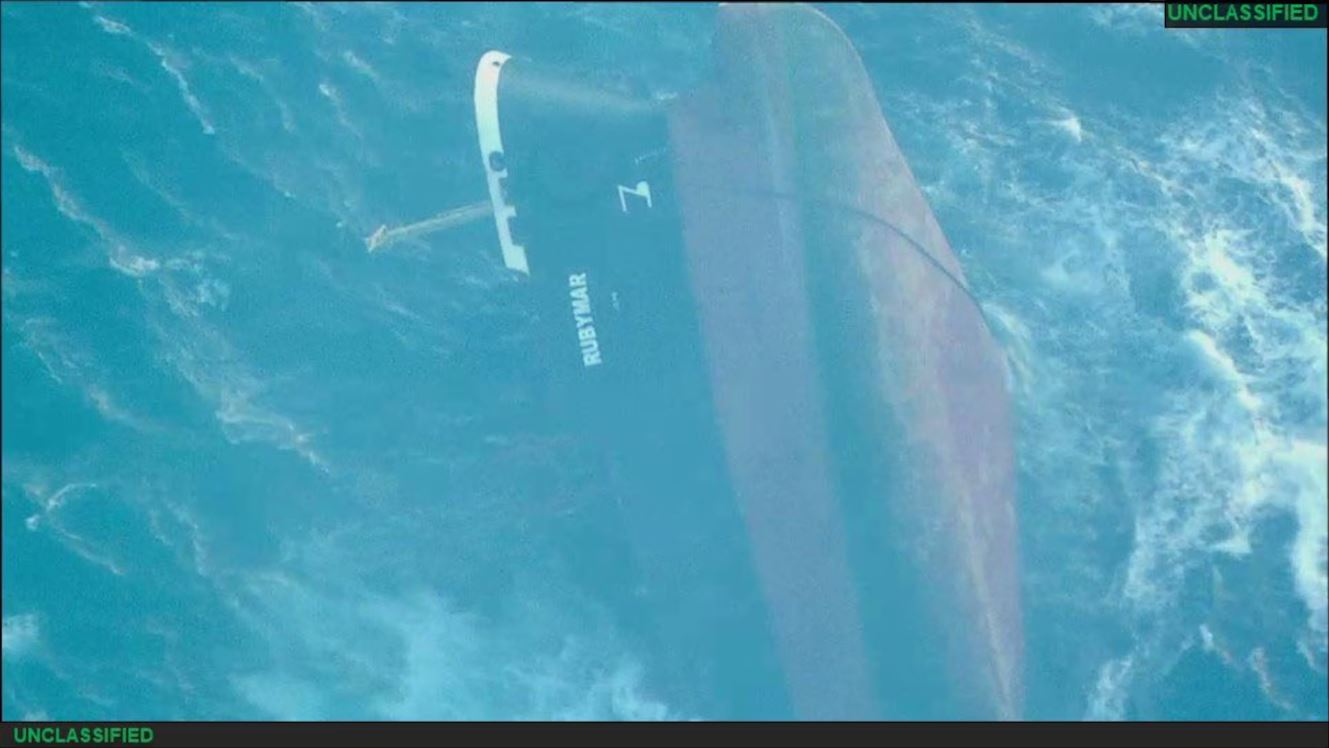
2024年3月2日在红海沉没的鲁比马尔号

2024年3月2日，国际公认的也门政府报告称鲁比马尔号在红海沉没。恶劣的天气和强风导致由部分沉没演变为完全沉没。鲁比马尔号成为胡塞武装在红海发动袭击以来击沉的第一艘船。
该船沉没后，人们再次对可能造成的环境破坏表示担忧。也门政府的环境部门警告说，船上的燃料和化肥货物的双重威胁可能会影响多达50万依靠在红海捕鱼为生的人。